# Toronto Blessing

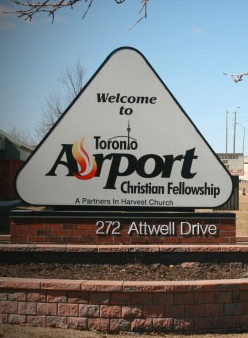
Szyld Toronto Airport Christian Fellowship

Toronto Blessing – nazwa doświadczenia religijnego tak zwanego odczuwania Ducha Świętego powstały na początku 1994 roku w neocharyzmatycznym zborze w Toronto. Ruch ten jest często uważany za wynaturzenie „trzeciej fali” pentekostalizmu. Znaczącą rolę w tym ruchu odegrał Randy Clark, znany mówca konferencyjny wywodzący się z baptystycznej denominacji Southern Baptist Convention.

## Historia
Pod koniec stycznia 1994 roku mały charyzmatyczny kościół Vineyard (pol. Winnica) na lotnisku w Toronto doświadczył czegoś, co uznano za nowe wylanie Ducha Świętego. W czasie nabożeństw Toronto Blessing uczestnicy padali w Duchu, mówili językami, doświadczali upojenia w Duchu, wpadali w euforyczne stany tj. śmiech, płacz, drżenie ciała. Ludzie omdlewali, wykonywali nietypowe ruchy i wydawali różnego rodzaju dźwięki, naśladowali zwierzęta wydając przy tym charakterystyczne dla nich odgłosy, co doprowadziło do wielu kontrowersji.
O przeżywanym tam i później na całym świecie wielkim ożywieniu miały świadczyć najróżniejsze „namaszczenia przez Ducha Świętego”. Główną wizytówką stał się niekontrolowany, głośny śmiech w czasie nabożeństwa, omdlenia i padanie pod mocą Ducha co miało być wyrazem szczególnej obecności Bożej. Tłumaczono, że te wszystkie objawy były właściwe i potrzebne innym wierzącym a osoby zachowujące się tak podczas nabożeństw były „pijane Duchem Świętym”.
Kościoły zielonoświątkowe z reguły zdystansowały się od tych zjawisk i je skrytykowały. Wiele kościołów i zgromadzeń jest krytycznie nastawionych do tego ruchu. Jednak charyzmatycy, także z kościołów historycznych, przyjmowali je z entuzjazmem.
W styczniu 1996 roku zbór w Toronto został wyłączony z Vineyard i istnieje jako niezależny kościół, znany jest odtąd jako Toronto Airport Christian Fellowship.
Podobne doświadczenia pojawiły się w Kansas City (Kansas City Prophets) oraz w innych miejscach, a następnie poprzez liderów wspólnot uczestniczących w takich spotkaniach objęły ruch charyzmatyczny i zostały rozpowszechnione przez charyzmatyczne stacje telewizyjne oraz charyzmatyczne czasopisma stając się szeroko znane w wielu miejscach na świecie.